# Spam de forum

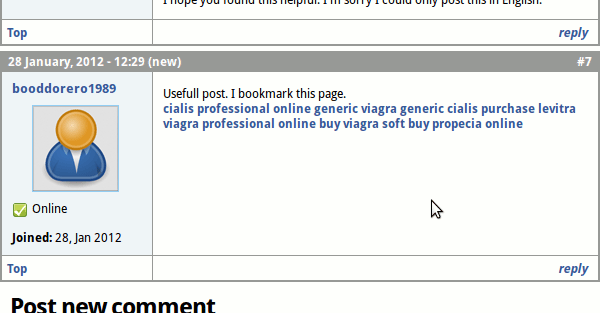
Exemple de publication sur un forum contenant des liens de spam

Un spam de forum est une technique de référencement abusif (spamdexing) consistant en l'envoi en masse de messages affichés dans un forum qui a pour objectif, non pas de participer à la discussion du forum, mais bien de faire la promotion d'une idée, d'un produit, d'un site Web ou d'afficher un hyperlien vers un site dans le but d'améliorer le positionnement de ce site dans les résultats des moteurs de recherche.
Lorsque le message dans un forum contient un hyperlien dans le but de tromper les moteurs de recherche, il s'agit de référencement abusif qui peut entraîner le déclassement ou la suppression du site des résultats de recherche si le moteur de recherche démasque la manœuvre.

## Mesures de prévention
Les blogues, les forums, les livres d'or, et les autres outils où les internautes sont invités à laisser des commentaires utilisent des mesures similaires pour éliminer, ou à tout le moins, réduire les pourriels. Voir l'article Mesures de prévention de l'article Pourriel dans un blogue pour voir une description de ces mesures.